# 한국양자정보학회
사단법인 한국양자정보학회(영문: Quantum Information Society of Korea, QISK)는 양자정보과학 및 양자 정보 기술의 연구 발전, 학술 교류 증진을 목적으로 설립된 비영리 학술 단체로서  대한민국 과학기술정보통신부 소관의 사단법인이다. 사무국은 서울특별시 동대문구 회기로 117-3 서울바이오허브 산업지원동 301-4호에 있다.

## 개요
2019년 1월, 당시 고등과학원 소속 석좌교수였던 김재완 교수(현 연세대학교 물리학과 특임교수)를 중심으로, 양자정보과학 및 양자정보기술 분야의 연구자들이 학술 교류와 협력을 촉진하기 위해 조직한 ‘양자정보과학기술연구회’에서 출발하였다. 2022년 10월 양자정보과학기술연구회가 과학기술정보통신부 소관 사단법인으로 개편되면서 현재의 한국양자정보학회라는 명칭을 사용하게 되었다.
2023년 4월 창립선포식 및 기념 학술대회를 개최함으로써 본격적인 활동을 알렸다. 이후 2024년 4월 부산항국제전시컨벤션센터(BPEX)에서 개최한 제1회 한국양자정보학회 정기 학술대회를 시작으로 매년 정기 학술대회를 개최하고 있으며, 2023년 이후 매년 퀀텀코리아에 공동주관기관으로 참여해 양자 분야 국제 컨퍼런스 CQI(Conference on Quantum Information)를 개최하고 있다. 이와 더불어 짝수 월마다 정기 워크숍을 열어 연구자 간 교류 및 정보 공유의 장을 마련하고 있다.
양자정보과학 관련 개념과 지식을 체계적으로 정리한 온라인 백과사전 형식의 <양자WIKI>를 운영 중이며, 양자기술 동향, 튜토리얼, 전문가 인터뷰 등을 수록한 웹진 <Quantumwave>를 발간하여 학계와 산업계, 일반 대중 간의 정보 격차 해소를 도모하고 있다.

## 역대 회장
| 대수  | 이름   | 임기                    |
| ----- | ------ | ----------------------- |
| 제1대 | 김재완 | 2019년 1월 - 2023년 3월 |
| 제2대 | 한상욱 | 2024년 4월 - 현재       |

## 분과위원회
양자정보·기술 하부 분야의 연구자 간 연대를 강화하고 교류를 증진하기 위해 아래와 같이 총 6개 분과를 운영하고 있다.
- 양자컴퓨터
- 양자통신
- 양자센싱
- 양자이론
- 양자소자
- 양자기술활용